# Puzzle Islands
Die Puzzle Islands (englisch für Rätselinseln, in Argentinien Islotes Mercurio) sind eine Gruppe von kleinen Inseln, Klippen und Rifffelsen vor der Danco-Küste des Grahamlands auf der Antarktischen Halbinsel. Sie liegen 1,5 km westlich der Ménier-Insel in der Einfahrt zur Flandernbucht.
Teilnehmer der Vierten Französischen Antarktisexpedition (1903–1905) unter der Leitung des Polarforschers Jean-Baptiste Charcot kartierten sie als Erste. Das UK Antarctic Place-Names Committee benannte die Inselgruppe 1958 so, weil sie häufig von Eisbergen verdeckt werden, die in den die Inseln umgebenden Untiefen auf Grund laufen. Namensgeber der argentinischen Benennung ist die Fregatte Mercurio der argentinischen Marine.